# Fernando Freitas
Fernando José António Freitas Alexandrino (Benguela, 21 luglio 1947) è un ex calciatore angolano naturalizzato portoghese, di ruolo difensore.

## Carriera

### Club
Ha trascorso l'intera carriera nel campionato portoghese.

### Nazionale
Ha collezionato 9 presenze con la maglia della nazionale lusitana.